# Saint-Oyens
Saint-Oyens es una comuna suiza del cantón de Vaud, situada en el distrito de Morges. Limita al norte con la comuna de Gimel, al este con Essertines-sur-Rolle, al sur con Burtigny, y al oeste con Longirod.
Hasta el 31 de diciembre de 2007 la comuna formó parte del distrito de Aubonne, círculo de Gimel.

## Ciudades hermanas
- Saint-Oyen
- Saint-Oyen